# Tonika
Tonika oder Tonica (französisch tonique, tonisch zu griechisch τόνος tonos ‚Spannung‘).
„Tonika heißt in der dur-moll-tonalen Musik der Grundton der Tonart, die nach ihm benannt wird, z. B. C-Dur nach c, a-Moll nach a. Die funktionale Harmonielehre versteht unter Tonika zudem den darauf errichteten Dreiklang, den Hauptklang der Tonart (in C-Dur c-e-g, in a-Moll a-c-e).“

Sie ist die Bezeichnung für die erste Stufe einer Tonart.

## Name
Der Name Tonika geht auf den von Jean-Philippe Rameau (1683–1764) erdachten Begriff „l’accord tonique“ („der Akkord des Grundtones od. der Akkord mit der besonderen Betonung“) zurück. Rameau wollte mit diesem Begriff das wesentliche Merkmal der Tonika umschreiben, nämlich ihre Fähigkeit, wie ein Magnet im Zentrum aller harmonischen Spannungsfelder zu stehen. Die Tonika wird deshalb auch häufig „tonales Zentrum“ genannt.
Spätestens seit Einführung der Funktionstheorie ist der Begriff Tonika eine fest umrissene Größe, auch und gerade unter dem Aspekt, im Rahmen einer Kadenz einen Bezugspunkt zu den beiden Dominanten (Dominante, Subdominante) und zu anderen leitereigenen Akkorden zu bilden. Die Tonika steht nach der klassischen Harmonielehre gewöhnlich am Anfang und am Schluss eines Musikstückes. Fast alle Musikstücke der klassischen europäischen Musik haben eine Grundtonart.

## Behandlung in der klassischen Harmonielehre
Die klassische Harmonielehre, in der nur Oktaven, Quinten, Terzen und Sexten als Konsonanzen gelten, lässt als Tonikaklänge nur Dreiklänge zu. Unverzichtbar ist dabei der Grundton; fehlen die Quinte, die Terz oder beides, wird der entstehende Klang als Vertreter des eigentlichen Tonika-Dreiklangs aufgefasst.

## Behandlung in der modernen Harmonielehre
Nach der modernen Harmonielehre kann der Tonikadreiklang durchaus zu einem Vierklang erweitert werden. So wird in der Popmusik die Dominante häufig in eine um das Intervall einer großen Sexte erweiterte Dur-Tonika aufgelöst. Trotzdem behält die Tonika auch in diesem Fall ihre Funktion als konsonant klingendes, tonales Zentrum. Der Grund hierfür sind veränderte Hörgewohnheiten: 
Die Sixte ajoutée wurde in der späten Barockmusik von Jean-Philippe Rameau theoretisch formuliert und galt damals noch als ein sehr dissonantes Intervall; heutige Musikhörer empfinden dieses Intervall dagegen als konsonant.
Abhängig vom Tongeschlecht oder dem Musikgenre kann die Tonika um weitere leitereigene Töne ergänzt werden. Im Jazz ist zum Beispiel die Erweiterung einer Dur-Tonika um eine große Septime üblich. Auch hier sorgen veränderte Hörgewohnheiten dafür, dass dieses eigentlich sehr dissonante Intervall die Funktion der Tonika als tonales Zentrum nicht beeinträchtigt. Auch die Erweiterung der Tonika um das Intervall einer None wird gelegentlich praktiziert.
Ein Sonderfall ist die Erweiterung der Dur-Tonika im Blues. Hier wird sehr häufig eine kleine Septime ergänzt, die in diesem speziellen Fall nicht Bestandteil der zu Grunde liegenden Durtonleiter ist, sondern der auf dem Grundton der Tonika aufbauenden natürlichen Molltonleiter entnommen ist. Dadurch wird in diesem Tonika-Akkord praktisch Dur mit Moll vermischt. Diese kleine Septime ist nicht die Blue Note (siehe auch Bluestonleiter).